# Reginald Punnett
Reginald Crundall Punnett (IPA: /ˈpʌnɪt/, tiếng Việt: /Păn-nit/ theo tiếng Anh, hoặc /Pen-net/ theo tiếng Nga) là giáo sư di truyền học đầu tiên của Anh, cùng với William Bateson đã sáng lập nên "Tạp chí Di truyền học" và khoa Di truyền học của Đại học Cambridge, được nhắc tới nhiều nhất hiện nay do đã sáng tạo ra bảng mang tên mình (bảng Punnett).

## Tiểu sử
Punnett sinh ngày 20 tháng 6 năm 1875 tại thị trấn Tonbridge, thuộc Kent ở Anh. Hồi bé bị viêm ruột thừa, trong thời gian hồi phục sau điều trị, Punnett thường đến một thư viện gần nhà, từ đó quan tâm đến khoa học và tự nhiên. Thời học sinh, Punnett học ở trường trung học Clifton, sau đó chuyển đến Cambridge, thì học ở trường Gonville và Caius. Punnett tốt ngiệp Đại học về chuyên ngành Động vật học năm 1898 và được bằng thạc sĩ năm 1901.
Punnett có tham gia trợ giảng tại Khoa Lịch sử Tự nhiên của Đại học St. Andrews. Đến tháng 10 năm 1901, ông trở lại Đại học Cambridge do được nhận học bổng học tập ở đây, rồi trở thành giảng viên.
Sau khi các quy luật Menđen được phát hiện lại, Reginald Punnett cùng với William Bateson trở thành người ủng hộ và phát triển di truyền học Menđen nhiều nhất, góp phần thành lập khoa di truyền học đầu tiên tại trường đại học Cambridge. Ông cùng với Bateson và Saunders đã đồng phát hiện ra hiện tượng di truyền liên kết qua các thí nghiệm cho tiến hành trên gà nhà và đậu thơm, mà hồi đó họ gọi là sự lặp lại (reduplication) của các gen.
Vào năm 1910, Punnett trở thành giáo sư sinh học tại Cambridge, và sau đó là Giáo sư di truyền học cao cấp (The Arthur Balfour Professorship of Genetics) đầu tiên khi Bateson rời khỏi trường này vào năm 1912. Cùng năm đó, Punnett được bầu làm thành viên của Hội khoa học Hoàng gia Anh quốc. Năm 1922, ông được trao tặng huân chương Đacuyn.
Ông mất ngày 3 tháng 1 năm 1967 ở Bilbrook thuộc Somerset.

## Sự nghiệp
- Thời gian đầu ở Đại học Cambridge, ông chuyên nghiên cứu về côn trùng ở khoa Động vật học, đối tượng chính là nhóm động vật không xương sống có tên phân loại là Nemertea. Chính trong thời gian này, ông đã quen và cùng làm việc với William Bateson. Lúc đó, các định luật Mendel mới được phát hiện lại không lâu và ngày càng toả sáng tầm quan trọng. Bởi thế, William Bateson cùng với Punnett đã thành lập một khoa mới để nghiên cứu về lĩnh vực này tại trường đại học Cambridge - đó chính là khoa Di truyền học đầu tiên của nước Anh.
- Ở đây, Bateson, Saunders và ông đã cùng phát hiện ra các hiện tượng mà nay ta quen gọi là liên kết gen, gen tương tác (xem chi tiết ở trang gen liên kết và trang tương tác gen).[10] Ông cũng là người đầu tiên được phong giáo sư Di truyền học của Anh.
- Từ 1908-1909, Punnett là giám đốc của Bảo tàng Động vật học đại học Cambridge. Trong khoảng thời gian này, ông nghiên cứu về các loài thuộc Bộ Cánh vẩy (Lepidoptera, tức là bướm) và đã cho xuất bản chuyên khảo về hiện tượng bắt chước, trong đó có đề cập đến bản chất hiện tượng đa hình. Các kết quả nghiên cứu về vấn đề này không chỉ củng cố và làm phong phú thêm học thuyết Darwin, mà còn gợi ra hướng hình thành loài và hiện tượng mà sau này gọi là hiện tượng đa hình kiểu gen trong quần thể.[11]
- Trong các ấn phẩm về khoa học của ông, có cuốn sách "Chủ nghĩa Mendel" (Mendelism) xuất bản lần đầu năm 1905, được đánh giá là sách phổ cập đầu tiên về Di truyền học Menđen cho công chúng.
- Punnett có quen biết nhà toán học Godfrey Harold Hardy. Có thể nói rằng quan hệ này đã giúp chúng ta có được phát hiện mà nhiều người đã biết dưới tên định luật Hacđi-Venbơc (Hardy–Weinberg principle).

## Cống hiến
- Góp phần củng cố và phổ biến các quy luật Mendel.
- Giải thưởng của Hội Khoa học Hoàng gia Anh (Fellowship of the Royal Society, viết tắt: FRS).
- Đồng sáng lập khoa Di truyền học đầu tiên của Anh tại Đại học Cambridge.
- Đồng sáng lập "Tạp chí Di truyền học" của Anh.
- Sáng tạo cách triển khai các phép lai bằng cách lập bảng mà mọi người đều gọi là bảng Punnett. Hình dưới đây mô tả bảng này gồm nhiều hàng và cột. Hàng trên cùng của bảng ghi kiểu gen của ♂, cột trái ngoài cùng ghi kiểu gen của ♀. Trong mỗi ô của một loại giao tử, phía trên ghi kiểu gen (KG), phía dưới ghi tần số (f) của nó. Do đó, hợp tử được tạo thành sẽ có kiểu gen = KG♂ + KG♀; còn xác suất kỳ vọng xuất hiện nó = f♂ x f♀.

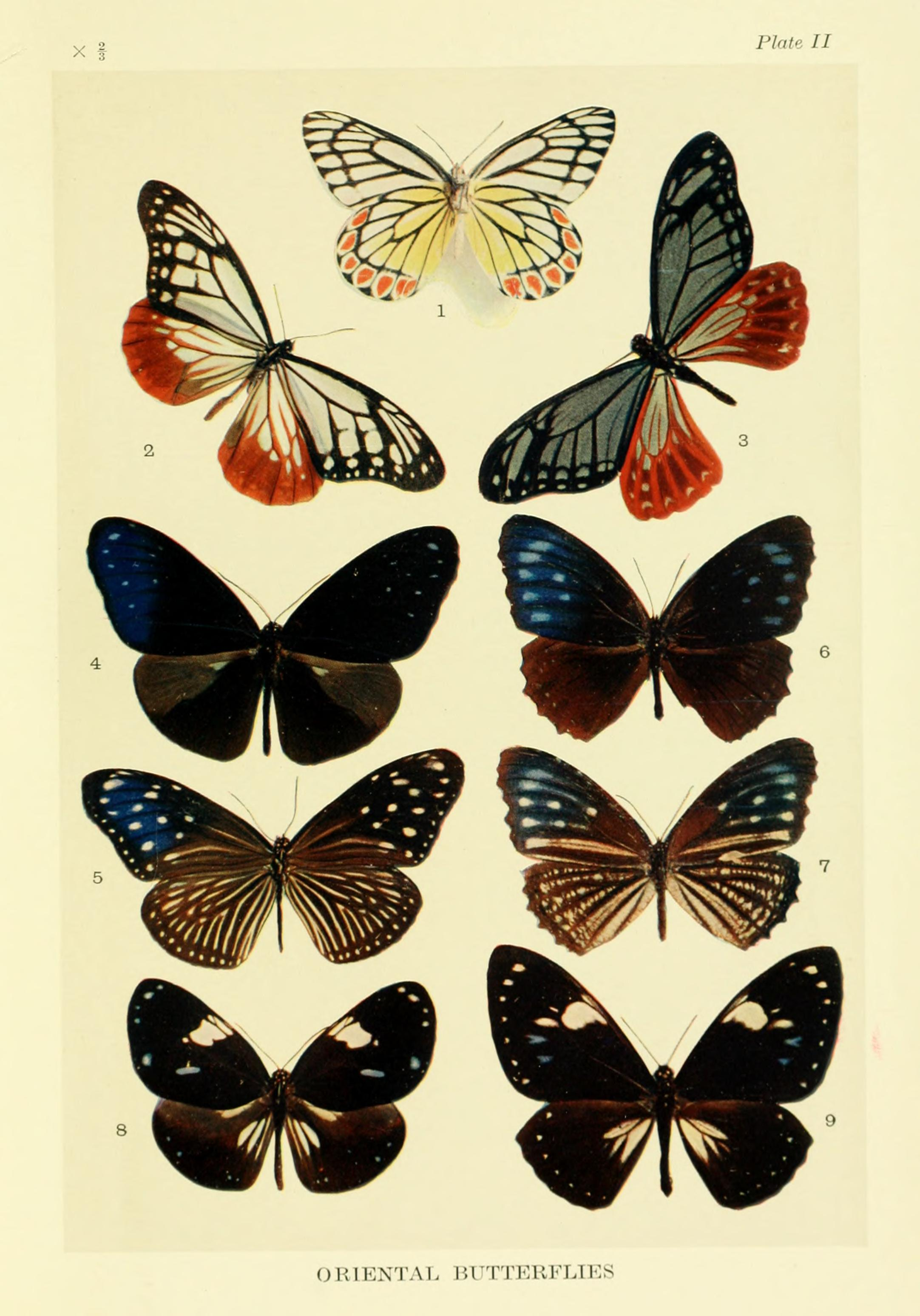
Ảnh chụp một trang trong sách của Punnett về hiện tượng đa hình.
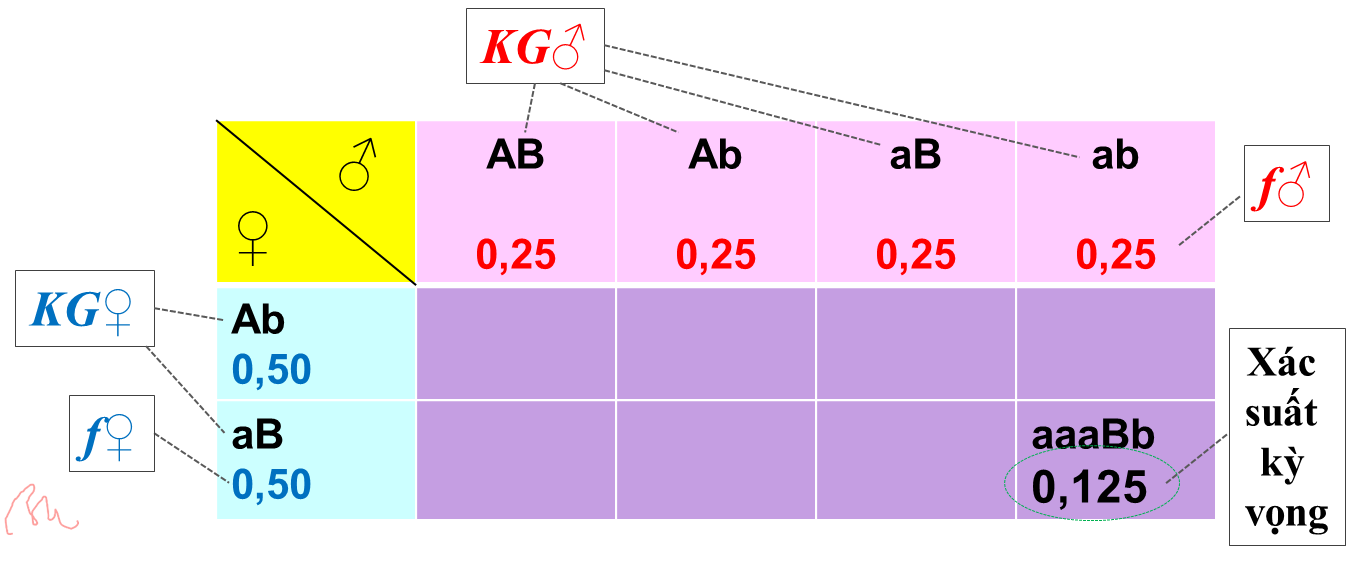
Nguyên tắc cơ bản của bảng Punnett.